# Championnat d'Anguilla de football 2020
Navigation
Édition suivante
La saison 2020 du Championnat d'Anguilla de football est la vingt-et-unième édition de la AFA Senior Male League, le championnat de première division à Anguilla. Les dix meilleures équipes de l'île sont regroupées au sein d’une poule unique.
Kicks United est le double tenant du titre. Après avoir terminé au premier rang en saison régulière, les Roaring Lions l'emportent en finale face à Doc's United et obtiennent leur huitième titre, un record dans le championnat. Une performance est à noter, les Roaring Lions n'ont pas encaissé le moindre but lors des neuf rencontres de la saison régulière.
Cette saison marque le passage d'une formule de championnat classique à celle avec une saison régulière suivie de séries éliminatoires. Également, la Fédération d'Anguilla de football ajoute une nouvelle équipe à la ligue, la AFA Development Team.
Comme partout à travers le monde, le championnat national est perturbé par la pandémie de Covid-19 et connait donc une pause entre le 15 mars et le 17 juin 2020, date à laquelle la compétition reprend mais uniquement à huis clos, à l'exception de la finale jouée devant 1 100 spectateurs.

## Les équipes participantes
| \| The Valley : AFA Development Team ALHCS Spartan Attackers FC Diamond FC Enforcers FC Kicks United Lymers FC Uprising FC The Valley Roaring Lions Doc's United \| Localisation des équipes engagées. |
| The Valley : AFA Development Team ALHCS Spartan Attackers FC Diamond FC Enforcers FC Kicks United Lymers FC Uprising FC The Valley Roaring Lions Doc's United                                          |

| Club                 | Ville         | Stade                                |
| -------------------- | ------------- | ------------------------------------ |
| AFA Development Team | The Valley    | Ronald Webster Park                  |
| ALHCS Spartan        | The Valley    | JRW Park                             |
| Attackers FC         | The Valley    | Ronald Webster Park                  |
| Diamond FC           | The Valley    | JRW Park                             |
| Enforcers FC         | The Valley    | Raymond E. Guishard Technical Centre |
| Doc's United         | George Hill   | Ronald Webster Park                  |
| Kicks United         | The Valley    | Ronald Webster Park                  |
| Lymers FC            | The Valley    | Raymond E. Guishard Technical Centre |
| Roaring Lions        | Stoney Ground | Ronald Webster Park                  |
| Uprising FC          | The Valley    | Raymond E. Guishard Technical Centre |

Légende des couleurs
- Champion en 2019
- Nouvelle équipe en 2020

## Compétition
Après une saison régulière où chaque équipe dispute neuf rencontres, les quatre meilleures se retrouvent pour une phase finale à élimination directe.

### Saison régulière
Le barème utilisé pour établir le classement est le suivant :
- Victoire : 3 points
- Match nul : 1 point
- Défaite : 0 point

| Rang | Équipe                 | Pts | J | G | N | P | Bp | Bc | Diff |
| ---- | ---------------------- | --- | - | - | - | - | -- | -- | ---- |
| 1    | Roaring Lions          | 25  | 9 | 8 | 1 | 0 | 60 | 0  | +60  |
| 2    | Kicks United T         | 24  | 9 | 8 | 0 | 1 | 36 | 6  | +30  |
| 3    | Doc's United           | 20  | 9 | 6 | 2 | 1 | 27 | 10 | +17  |
| 4    | Enforcers FC           | 18  | 9 | 6 | 0 | 3 | 26 | 10 | +16  |
| 5    | Attackers FC P         | 13  | 9 | 4 | 1 | 4 | 14 | 23 | -9   |
| 6    | Lymers FC              | 9   | 9 | 3 | 0 | 6 | 12 | 27 | -15  |
| 7    | Diamond FC             | 8   | 9 | 2 | 2 | 5 | 12 | 31 | -19  |
| 8    | Uprising FC            | 7   | 9 | 2 | 1 | 6 | 7  | 36 | -29  |
| 9    | AFA Development Team P | 5   | 9 | 1 | 2 | 6 | 7  | 22 | -15  |
| 10   | ALHCS Spartan          | 1   | 9 | 0 | 1 | 8 | 7  | 43 | -36  |

|  | Qualification pour la phase finale              |
|  | T : Tenant du titre P : Nouvelle équipe en 2020 |

### Phase finale
|  | Demi-finales       | Demi-finales |                 |   | Finale     | Finale     |
|  | Demi-finales       | Demi-finales |                 |   | Finale     | Finale     |
|  |                    |              |                 |   |            |            |
|  | 8 juillet          | 8 juillet    |                 |   | 12 juillet | 12 juillet |
|  | 8 juillet          | 8 juillet    |                 |   | 12 juillet | 12 juillet |
|  | Roaring Lions      | 5            |                 |   | 12 juillet | 12 juillet |
|  | Roaring Lions      | 5            |                 |   | 12 juillet | 12 juillet |
|  | Enforcers FC       | 2            |                 |   | 12 juillet | 12 juillet |
|  | Enforcers FC       | 2            | Roaring Lions   | 3 |            |            |
|  | 8 juillet          |              | Roaring Lions   | 3 |            |            |
|  |                    | Doc's United | 0               |   |            |            |
|  | Kicks United       | Doc's United | 0               | 0 |            |            |
|  | Kicks United       |              |                 | 0 |            |            |
|  | Doc's United       | 2            |                 |   |            |            |
|  | Doc's United       | 2            | Troisième place |   |            |            |
|  |                    |              |                 |   |            |            |
|  | 12 juillet         |              |                 |   |            |            |
|  |                    |              |                 |   |            |            |
|  | Enforcers FC       | 1            |                 |   |            |            |
|  | Enforcers FC       | 1            |                 |   |            |            |
|  | Kicks United a. p. | 3            |                 |   |            |            |
|  | Kicks United a. p. | 3            |                 |   |            |            |

## Bilan de la saison
| Championnat d'Anguilla de football 2020 |                          |
| Champion                                | Roaring Lions (8e titre) |
| Dauphin                                 | Doc's United             |
| Qualifications continentales            |                          |
| Caribbean Club Shield 2021              | Aucun inscrit            |